# Phygadeuon vexator
Phygadeuon vexator är en stekelart som först beskrevs av Carl Peter Thunberg 1822.  Phygadeuon vexator ingår i släktet Phygadeuon och familjen brokparasitsteklar. Arten är reproducerande i Sverige. Inga underarter finns listade i Catalogue of Life.